# 鹅掌草
鹅掌草（学名：Anemone flaccida）是毛茛科银莲花属的植物。分布于远东地区、日本以及中国大陆的江西、湖北、江苏、甘肃、四川、云南、贵州、湖南、浙江、陕西等地，生长于海拔1,100米至3,000米的地区，一般生长在山地谷草地或林下。

## 别名
二轮七、蜈蚣三七（浙江） 林荫银莲花

## 变种
- 展毛鹅掌草（学名：Anemone flaccida），为毛茛科银莲花属下的一个变种。
- 裂苞鹅掌草（学名：Anemone flaccida var. hofengensis）为毛茛科银莲花属下的一个变种。